# Mže
Mže (německy Mies, latinsky Misa) je významná řeka v západních Čechách a v zemském okrese Tirschenreuth, vládního obvodu Horní Falc v Bavorsku v Německu, zdrojový tok Berounky. Délka toku je 106,5 km. Plocha povodí měří 1828,6 km².

## Název
Ve starších dobách se jménem Mže označovala řeka v celé délce od pramene až k ústí do Vltavy; pojmenování Berounka pro dolní tok pod Plzní je poprvé doloženo teprve roku 1638. Mže je zmíněna v Kosmově kronice či v Rukopise zelenohorském. Název Mies v němčině označuje zároveň město Stříbro.

## Průběh toku

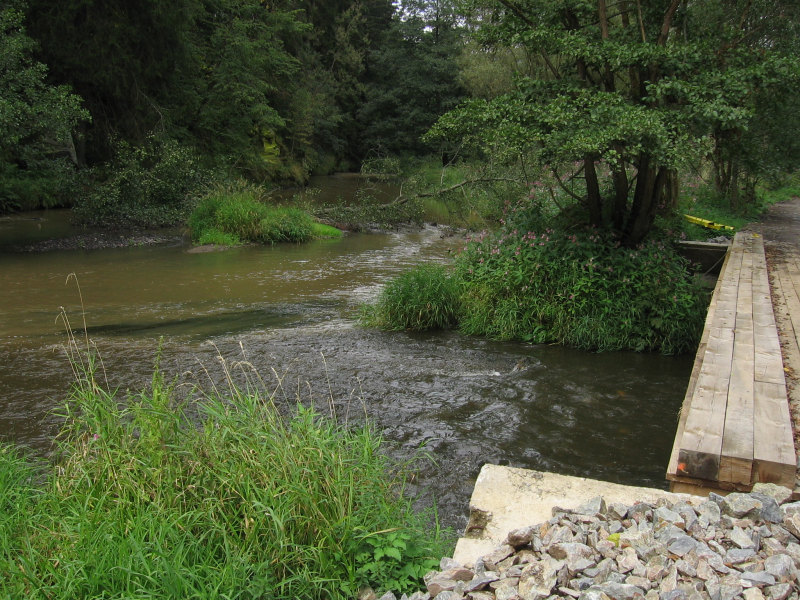
Ústí Kosového potoka do Mže

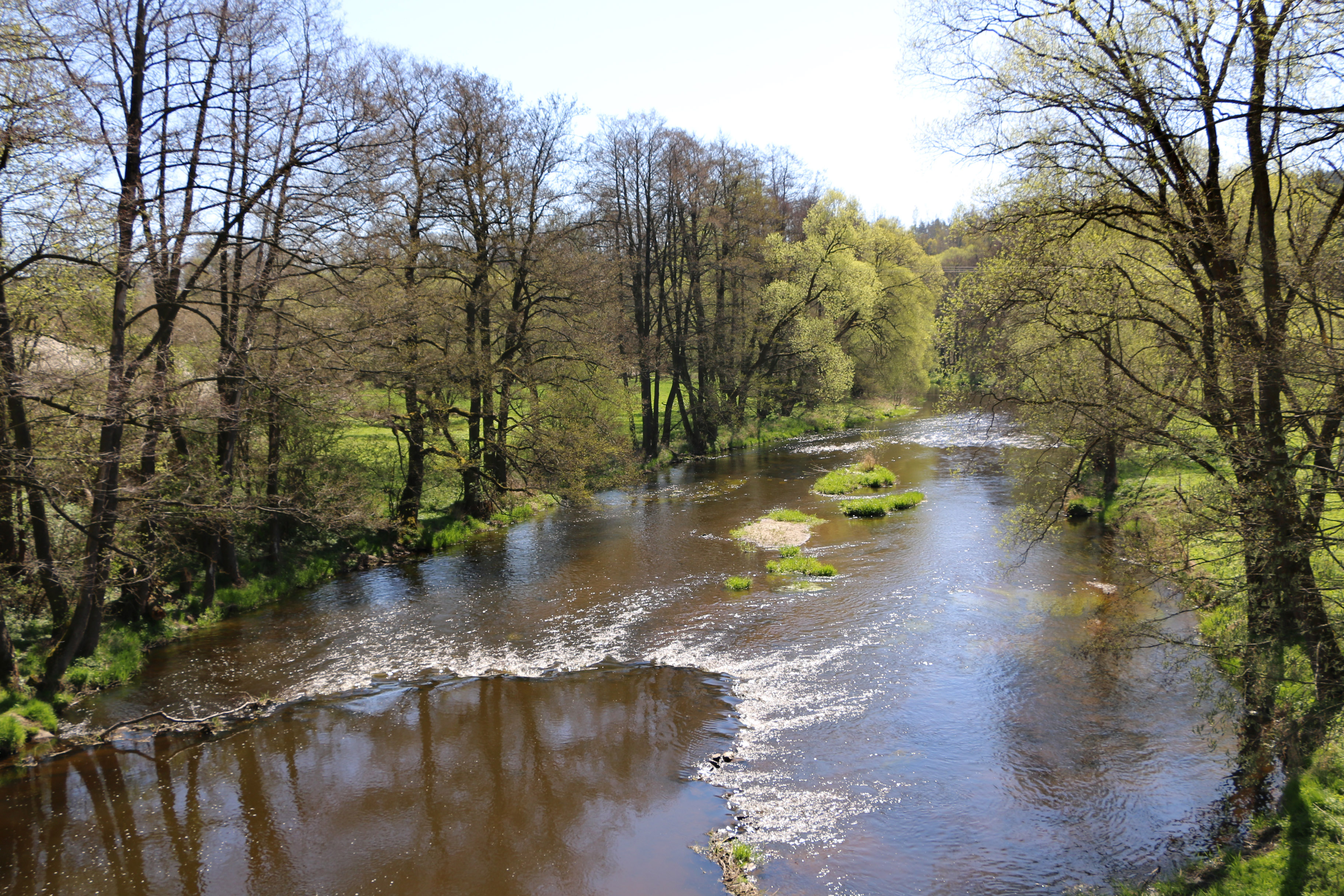
Řeka v Milíkově

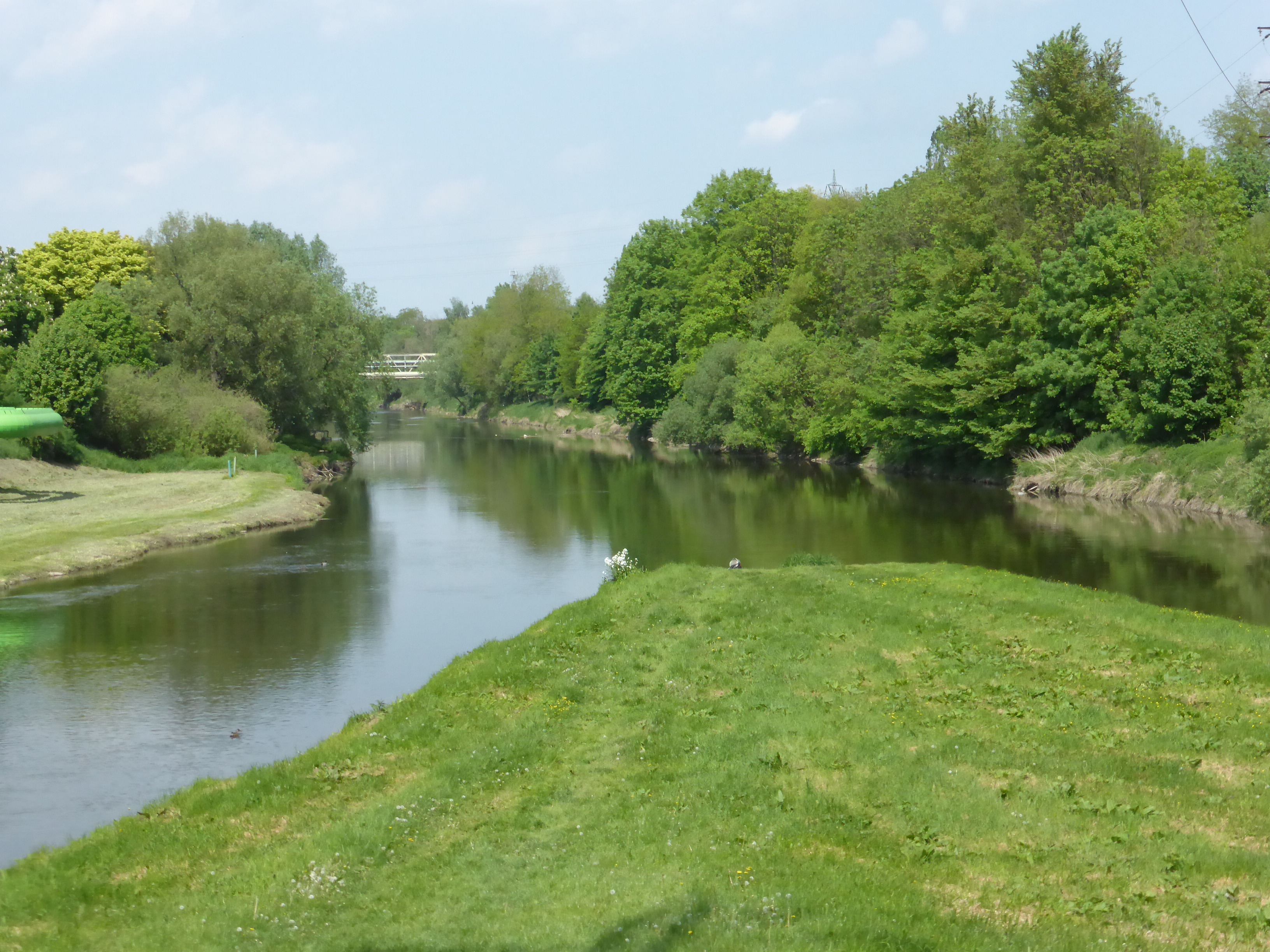
Soutok Mže a Radbuzy

Mže pramení v nadmořské výšce 726 m na území Německa v Griesbašském lese (Griesbacher Wald) asi 1 km jižně od osady Asch (N49°51', E12°28'). Na krátkém úseku mezi hraničními znaky 32–33 tvoří v délce 1,36 km státní hranici mezi Českem a Německem
a v nadmořské výšce 639,7 m vstupuje na území České republiky. Dále pokračuje jihovýchodním až východním směrem a protéká městy Tachov a Stříbro. Na Mži se nacházejí vodní nádrže Lučina (vodárenská) a Hracholusky (víceúčelová). K nejvýznamnějším přítokům patří z levé
strany Hamerský potok, Kosový potok (Kosí potok) a Úterský potok, z pravé strany je to Úhlavka. V Plzni se Mže v nadmořské výšce 301 m spojuje s Radbuzou a od tohoto místa nese název Berounka.

### Větší přítoky
- Prudký potok, zprava, ř. km 99,8[2]
- Lískový potok, zleva, ř. km 98,6[3]
- Ševcovský potok, zleva, ř. km 95,8[4]
- Sklářský potok, zprava, ř. km 95,0[4]
- Lužní potok, zprava, ř. km 94,1[5]
- Bílý potok, zleva, ř. km 90,9[6]
- Brtný potok, zprava, ř. km 85,9[7]
- Sedlišťský potok, zprava, ř. km 78,3[8]
- Hamerský potok, zleva, ř. km 75,5[9]
- Kosový potok (nazývaný též Kosí potok), zleva, ř. km 67,3[10]
- Veský potok, zprava, ř. km 64,3[11]
- Šárka, zprava, ř. km 60,6[12]
- Dolský potok, zleva, ř. km 58,5[13]
- Černošínský potok, zleva, ř. km 56,2[13]
- Lomský potok, zprava, ř. km 52,1[14]
- Otročínský potok, zleva, ř. km 49,3[15]
- Lázský potok, zprava, ř. km 46,4[15]
- Úhlavka, zprava, ř. km 44,5[15]
- Petrský potok, zleva, ř. km 39,2[16]
- Sulislavský potok, zprava, ř. km 36,8[17]
- Malovický potok, zleva, ř. km 36,2[18]
- Úterský potok, zleva, ř. km 31,3[19]
- Žebrácký potok, zleva, ř. km 27,2[16]
- Luční potok, zleva, ř. km 26,3[20]
- Hracholuský potok, zprava, ř. km 21,5[21]
- Úlický potok, též nazývaný Plešnický zprava, ř. km 20,4[21] [22]
- Myslinka, zprava, ř. km 15,3[23]
- Čeminský potok, zleva, ř. km 11,5[24]
- Malesický potok, zleva, ř. km 9,6[25]
- Vejprnický potok, zprava, ř. km 2,5[26]

## Vodní režim
Průměrné měsíční průtoky Mže (m³/s) v kontrolním profilu VN Hracholusky:
Hlásné profily:
| místo              | říční km | plocha povodí | průměrný průtok (Qa) | stoletá voda (Q100) |
| ------------------ | -------- | ------------- | -------------------- | ------------------- |
| pod VD Lučina      | 93,48    | 104,82 km²    | 1,10 m³/s            | 61,3 m³/s           |
| Kočov              | 80,60    | 275,04 km²    | 2,23 m³/s            | 99,0 m³/s           |
| Stříbro            | 41,81    | 1144,88 km²   | 6,69 m³/s            | 255,0 m³/s          |
| pod VD Hracholusky | 22,70    | 1609,38 km²   | 8,27 m³/s            | 326,0 m³/s          |

## Využití

### Vodáctví
Pro vodáckou turistiku není řeka příliš využívána, protože často nemá v
letních měsících dostatek vody (navíc úsek v délce cca 20 km tvoří přehrada Hracholusky). Při vyšších vodních stavech bývá splavná od železniční stanice
Pavlovice. Po deštích a při jarním tání se splouvá z Brodu nad Tichou po říčce Tichá a dále po Mži. Při vypouštění přehrady Lučina se splouvá zpod přehradní hráze nebo jednodušeji z Tachova či Kočova. Obtížnost se pohybuje od ZW C (úsek pod přehradou) až po WW I+ (horní část).

## Mlýny
- Husmannův mlýn – Tachov, okres Tachov, kulturní památka